# Marnia Lazreg
Marnia Lazreg est une sociologue et professeure d'université algérienne née le 10 janvier 1941 à Mostaganem et morte le 13 janvier 2024 à Manhattan.

## Biographie

### Enfance et formation
Lazreg a grandi dans l'Algérie coloniale. Elle a obtenu son baccalauréat français dont les spécialités étaient la philosophie et les mathématiques, avec mention, en 1960, durant la guerre d'indépendance algérienne. Par la suite elle a validé la Licence-ès-Lettres en littérature anglaise à l'Université d'Alger en 1966, et son doctorat en sociologie à l'Université de New York (NYU) en 1974. Elle a reçu des bourses académiques de Harvard, de l'Institute for Advanced Study de Princeton, de Brown et du Rockefeller Bellagio Center.

### Carrière
Elle devient sociologue au Hunter College et elle travaille sur la sociologie du port du voile.

### Décès
Elle décède le 13 janvier 2024 à Manhattan.